# Roridula
Roridula Burm. ex L., 1764 è un  genere di piante endemico del Sudafrica. È l'unico genere della famiglia Roridulaceae.

## Descrizione
Le foglie sono alternate e lanceolate.
I fiori sono solitari o portati da un'infiorescenza racemosa.
Il frutto è secco e deiscente.

## Biologia
Sebbene queste piante posseggano molti degli adattamenti di una pianta carnivora, come la presenza di peli appiccicosi per la cattura degli insetti, esse non digeriscono direttamente le loro prede. La pianta, invece, ha dei rapporti mutualistici con gli emitteri del genere Pameridea, che si nutrono degli insetti intrappolati dalla pianta. Questa poi assorbe i nutrienti escreti dai suoi simbionti.
L'impollinazione è entomofila e attuata da piccoli emitteri.

## Distribuzione e habitat
Il genere  un endemismo delle Province del Capo sudafricane.

## Tassonomia
Il genere comprende 2 specie:
- Roridula dentata L.
- Roridula gorgonias Planch.